# Bangkok Dusit Medical Services
Bangkok Dusit Medical Services Public Company Limited (Thai: บริษัท กรุงเทพดุสิตเวชการ จำกัด (มหาชน)) ist ein thailändisches Unternehmen mit Sitz in Bangkok, das medizinische Dienstleistungen anbietet. Es ist der größte Anbieter von privaten Krankenhausleistungen in Thailand. Das Unternehmen ist in zwei Segmenten tätig: Krankenhausbetrieb und andere Geschäftsbereiche, die Krankenhäuser unterstützen. Dies sind z. B. medizinische Laboratorien, Herstellung und Vertrieb von pharmazeutischen Produkten, Apotheken, Buchhaltungsdienstleistungen u. a.
Das Unternehmen besteht aus 6 Krankenhausgruppen, nämlich Bangkok Hospital Group, Samitivej Hospital Group, BNH Krankenhaus Phyathai Krankenhaus Gruppe und die Royal Hospital Group mit insgesamt 47 Krankenhäusern. Die Royal Hospital Group befindet sich in Kambodscha und besteht aus dem Royal Angkor International Hospital in Siem Reap und dem Royal Hospital Phnom Penh in Phnom Penh.
Es ist Mitglied im SET Index an der Stock Exchange of Thailand. Die größten Aktionäre sind die Thai NVDR Co., Ltd. (12,7 %), Herr Prasert Prasarttong-Osoth und Ehefrau (11,08 %), Frau Poramaporn Prasarttong-Osoth (5,76 %).

## Geschichte
Das Unternehmen wurde 1969 von Prasert Prasarttong-Osoth gegründet. Das erste Krankenhaus wurde in der Soi Soonvilai Road, Phetchaburi Road, unter dem Namen „Bangkok Hospital“ errichtet. Die medizinischen Dienste wurden 1972 aufgenommen. Im Jahr 1991 wurde das Unternehmen an der thailändischen Börse unter dem Namen Bangkok Dusit Medical Services Company Limited notiert und 1994 in Bangkok Dusit Medical Public Company Limited umgewandelt.